# Arma radiológica
Arma radiológica, dispositivo de dispersão radiológico (RDD) ou bomba suja (do inglês dirty bomb) é qualquer arma que é projetada para espalhar material radioativo com a intenção de matar e/ou causar perturbações.
Uma versão, conhecida como bomba suja, não é uma verdadeira arma nuclear, e não produz o mesmo poder explosivo. Ela usa explosivos convencionais para espalhar material radioativo, mais comumente os combustíveis usados a partir de usina nucleares ou resíduos hospitalares radioativos.

## Explicação
As armas radiológicas de destruição em massa têm sido sugeridas como uma possível arma de terrorismo usado para criar pânico em baixas áreas densamente povoadas. Eles também poderiam tornar uma grande quantidade de propriedade inabitável por um longo período, a menos que remediações sejam realizadas. A origem e qualidade dos impactos radiológicos melhora muito a eficácia de uma arma radiológica.
Fatores, tais como: tipo de energia e radiação, semivida, longevidade, disponibilidade, protegendo, portabilidade, e o meio-ambiente vai determinar o efeito da arma radiológica. Radioisótopos que representam o maior risco de segurança incluem: 137Cs, utilizado em equipamentos de radiologia médica, 60Co, 241Am, 252Cf, 192Ir, 238Pu, 90Sr, e 226Ra.
Todos esses isótopos, com exceção do último, são criados em usinas nucleares. Embora a quantidade de radiação dispersa a partir do acontecimento que será mínima, o facto de nenhum tipo de radiação pode ser suficiente para causar pânico e perturbação.
Nas armas radiológicas é usado a expansão de gás como um meio de propulsão para o material radioativo. Dessa forma seria possível espalhar material radioativo por extensas áreas, pois é exatamente isso que a bomba de dispersão faz. Quando o explosivo é liberado, o material radioativo se espalha com grande força e por isso alcança uma distância razoável. A nuvem de poeira que se forma é visível e, ao ser transportada pelo vento, atinge uma área maior do que a da própria explosão.
A força destrutiva da bomba está na radiação ionizante do material contido nela. As partículas alfa e beta, os raios gama e raios-X, constituem tal efeito ionizante. Tal radiação possui energia suficiente para causar danos ao homem a longo prazo.

## História
A história profissional do armamento radioativo pode ser atribuída a alguns memorandos de 1943 chamados James Bryant Conant, Arthur Holly Compton e Harold Urey, para o Brigadeiro-general Leslie Groves no Projeto Manhattan by Lt. J. G. Robert A. Heinlein, USN(R). Transmitindo um relatório intitulado "O uso de materiais radioactivos como uma arma militar", afirma o memorando Groves:
| “ | O instrumento do material de gás deveria... ser inalado por pessoas. A quantidade necessária para causar a morte de uma pessoa inalando o material é extremamente pequena. Estima-se que um milionésimo de grama acumulando no corpo de uma pessoa seria fatal. Não existem métodos conhecidos de tratamento para tal acidente.... Não pode ser detectado pelos sentidos; Ele pode ser distribuído em forma de poeira ou fumaça tão finamente pulverizado que vai permear um filtro de máscara de gás padrão em quantidades grandes o suficiente para ser extremamente prejudicial.... Guerra radioativa pode ser usada [...] Para evacuar áreas e deixa-las inabitável; Para contaminar pequenas áreas críticas, tais como pátios ferroviários, rodoviários e aeroportos; Como um gás venenoso radioativo para ferir soldados; Contra grandes cidades, para promover o pânico e criar vítimas entre as populações civis. Áreas muito contaminadas por poeiras radioativas e fumaça, seria perigoso, enquanto a concentração de materiais caros o suficiente poderia ser mantida.... eles podem ser agitados como uma fina poeira do terreno por ventos, o movimento de veículos ou de soldados, etc., e permaneceriam um perigo potencial para um longo período de tempo. Estes materiais podem também poderiam trazer estragos no interior de um corpo, em vez de por ingestão inalação. Reservatórios ou poços seriam contaminados e a comida seria envenenada com um efeito semelhante ao que resulta da inalação de poeira ou fumaça. Quatro dias de produção poderia contaminar um milhão de litros de água de tal forma que um litro consumido em um dia, provavelmente, resultaria em incapacidade completa e morte em cerca de um mês. | ” |

Os Estados Unidos, no entanto, optou por não buscar armas radiológicas durante a Segunda Guerra Mundial, embora no início do projeto considerou-a como um "plano B" em caso de falha em alguma fissão nuclear. Alguns políticos norte-americanos e os cientistas envolvidos no projeto sentiram que as armas radiológicas se qualificaria como armas químicas e, portanto, violam o direito internacional.

## Desenvolvimento
Uma possível maneira de dispersar o material é usando um bomba suja, um explosivo convencional que dispersa material radioativo. Bombas sujas não são um tipo de arma nuclear, que requer uma reação em cadeia nuclear e a criação de um massa crítica. Uma arma nuclear costuma matar em massa logo após a explosão, uma bomba suja inicialmente causa apenas um uma explosão mínima e convencional.
Meios de guerra radiológica que não dependem de qualquer arma específica, mas sim a espalhar a contaminação radioativa por meio de uma cadeia alimentar ou freático, parece ser mais eficaz em alguns aspectos, mas tem os problemas parecidos da guerra química.

## Usos militares
Armas radiológicas são consideradas militarmente inúteis para um exército apoiado pelo Estado e, inicialmente, não esperava ser utilizada por todas as forças militares. Em primeiro lugar, o uso de uma arma é inútil para uma força de ocupação, como a área-alvo torna-se inabitável (devido a consequências causadas por envenenamento radioativo no ambiente envolvido).

## Bombas sujas
Uma bomba suja é uma arma radiológica com explosivos convencionais.
Não há até 2007 um debate em curso sobre os danos que os terroristas armados com tal arma pode infligir. Muitos especialistas acreditam que, os terroristas podem razoavelmente ser capazes de construir uma bomba suja, porém não seria susceptível de prejudicar mais do que algumas pessoas e, portanto, não seria mais mortal do que uma bomba convencional. Além disso, as vitimas seriam um resultado da explosão inicial, porque o material emissor de radiação alfa e beta devem ser inalados para fazer danos ao corpo humano. O material emissor de radiação gama é tão radioativo que não pode ser implantado sem envolver uma quantidade de material de proteção ao redor da bomba, que faria o transporte de carro ou avião impossível sem o risco de detecção.
Devido a isso uma bomba suja com material radioativo em torno de um artefato explosivo seria quase inútil, a menos que tal blindagem for removida pouco antes da detonação. Isto não é só por causa da eficácia, mas também porque este material seria fácil de limpar. Além disso, a possibilidade de terroristas que fazem um gás ou aerossol que é radioativo é muito improvável por causa do trabalho químico complexo para atingir esse objetivo.
Assim, seguindo esta linha de argumento, o efeito objetivamente dominante seria o dano moral e econômico devido ao medo e pânico em massa que tal incidente estimularia. Por outro lado, alguns acreditam que as mortes e as lesões podem ser, de fato, muito mais graves. Esta observação foi feita pelo físico Peter D. Zimmerman do (King's College London), que reexaminou o acidente Goiânia, que é sem dúvidas comparável. and popularized in a subsequent fictionalized account produced by the BBC and broadcast in the United States by PBS. Este último demonstrou como a blindagem pode ser utilizada para minimizar o risco de detecção.